# 스노리 토르그림손

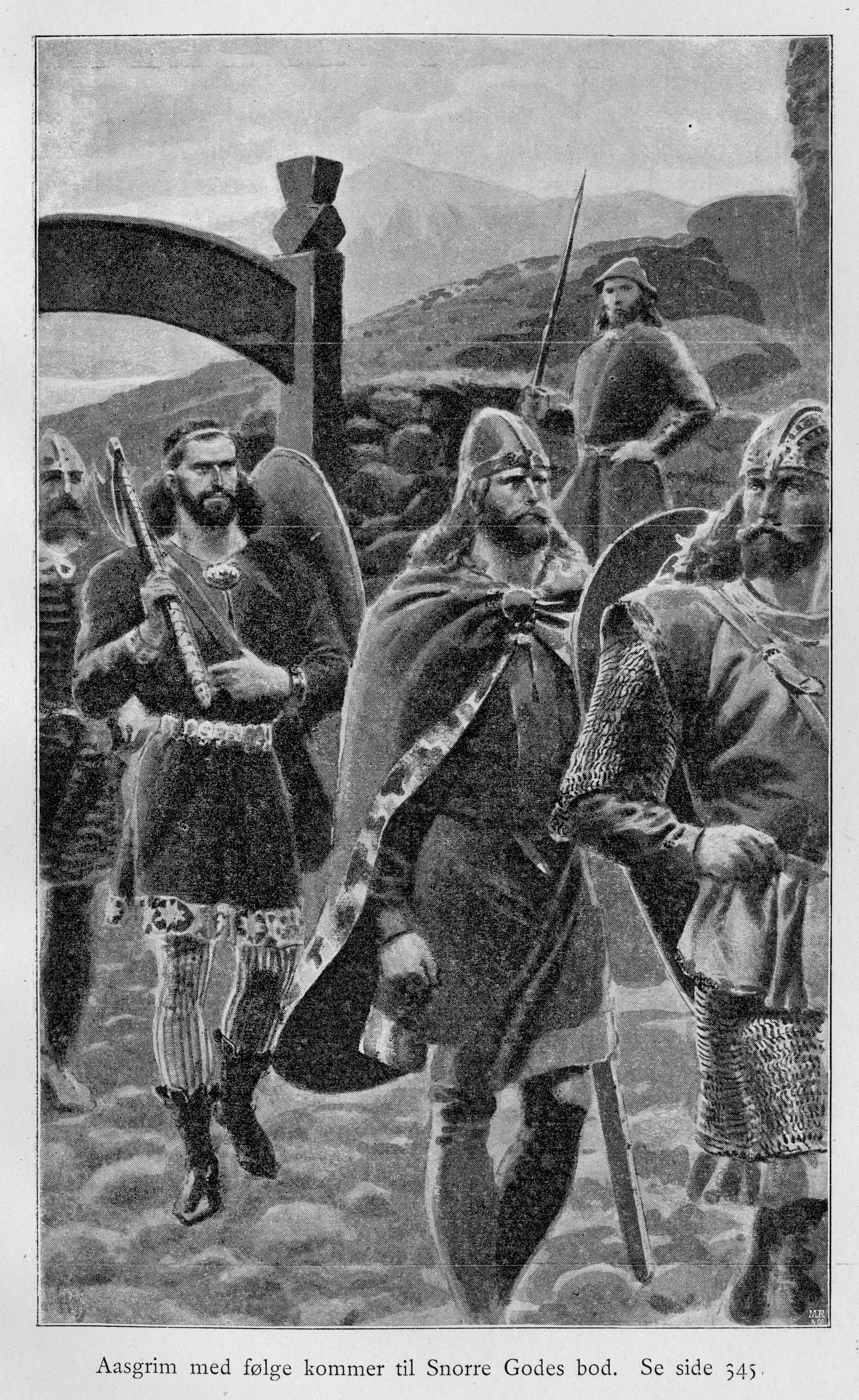
『냘의 사가』의 한 장면. 스노리를 따라가는 아스그림.

스노리 토르그림손(고대 노르드어: Snorri Þorgrímsson, 963년 - 1031년)은 10-11세기 아이슬란드 서부의 주요한 고디(족장)으로서 복수의 아이슬란드 사가에 등장한다. 에위리 사람들의 사가의 주인공이며, 냘의 사가와 락사르달루르 사람들의 사가에서도 중요인물로 등장한다. 스노리 토르그림손은 기슬리의 사가의 주인공 기슬리 수르손의 조카이며, 기슬리가 죽인 토르그림 토르스테인손의 아들이다.